# USS Little (DD-79)
USS Little (DD-79/APD-4) là một tàu khu trục lớp Wickes của Hải quân Hoa Kỳ từng phục vụ trong các cuộc Chiến tranh Thế giới thứ nhất và thứ hai. Nó là chiếc tàu chiến đầu tiên của Hải quân Mỹ được đặt theo tên Hạm trưởng George Little (1754-1809), người tham gia cuộc Chiến tranh Cách mạng Hoa Kỳ và Chiến tranh Quasi với Pháp.
Little được đặt lườn tại xưởng tàu của hãng Fore River Shipbuilding Corporation, Quincy, Massachusetts vào ngày 18 tháng 6 năm 1917, được hạ thủy vào ngày 11 tháng 11 cùng năm, được đỡ đầu bởi Bà Samuel W. Wakeman, và được đưa ra hoạt động vào ngày 6 tháng 4 năm 1918 dưới quyền chỉ huy của Trung tá Hải quân Joseph K. Taussig.

## Lịch sử hoạt động
Little rời Norfolk, Virginia ngày 5 tháng 5 năm 1918 cho nhiệm vụ hộ tống vận tải cùng với Lực lượng Tuần tra tại bờ biển nước Pháp, và đã hoạt động từ Brest cho đến khi nó lên đường quay trở về nhà vào ngày 26 tháng 12. Trong giai đoạn này nó từng hộ tống cho phái đoàn của Tổng thống Woodrow Wilson đi sang Châu Âu tham dự Hội nghị Hòa bình Paris.
Chiếc tàu khu trục về đến Boston, Massachusetts vào ngày 18 tháng 1 năm 1919, đi vào ụ tàu để bảo trì, rồi hoạt động cùng với Lực lượng Khu trục Hạm đội Đại Tây Dương. Little hộ tống cho phái đoàn của Tổng thống trong chuyến đi quay trở về New York, New York từ ngày 6 đến ngày 8 tháng 7, tham gia các cuộc thực tập chiến thuật, rồi chuyển sang tình trạng dự bị cùng với Hải đội khu trục 3 tại Philadelphia vào ngày 17 tháng 11 nơi nó ở lại cho đến ngày 4 tháng 1 năm 1921. Con tàu sau đó hoạt động dọc theo bờ biển Đại Tây Dương cho đến khi nó quay trở về Philadelphia và được cho xuất biên chế vào ngày 5 tháng 7 năm 1922.
Ngày 2 tháng 8 năm 1940, Little được xếp lại lớp với ký hiệu lườn mới APD-4, và được cải biến thành một tàu vận chuyển cao tốc bằng cách tháo dỡ hai nồi hơi lấy làm chỗ nghĩ của binh lính được vận chuyển. Little nhập biên chế trở lại vào ngày 4 tháng 11 năm 1940 dưới quyền chỉ huy của Thiếu tá Hải quân K. Earl, và khởi hành đi đến vùng biển Caribe vào tháng 2 năm 1941 để hoạt động cùng với Hạm đội Đại Tây Dương Hoa Kỳ. Sau đó nó di chuyển đến San Diego, đến nơi vào ngày 9 tháng 3 tiến hành huấn luyện đổ bộ. Con tàu quay trở lại vùng bờ Đông vào cuối mùa Hè, và đi vào ụ tàu tại Norfolk vào ngày 1 tháng 12.
Trở thành soái hạm của Đội Vận chuyển 12, nó đi đến San Diego vào ngày 14 tháng 2 năm 1942 để sửa chữa và cải tiến. Sau khi hoàn tất các cuộc thực tập đổ bộ trong tháng 4, nó đi đến Trân Châu Cảng, thực hiện một chuyến đi ngắn đến đảo Midway vào cuối tháng 6 trước khi khởi hành đi Nouvelle-Calédonie vào ngày 7 tháng 7 để tham gia Chiến dịch Quần đảo Solomons.
Việc tiếp tế cho binh lính Hoa Kỳ trú đóng tại Guadalcanal bị ngắt quãng trầm trọng sau Trận chiến đảo Savo ngày 9 tháng 8 năm 1942. Các tàu khu trục-vận tải cao tốc được huy động khắc phục sự thiếu hụt này. Trong khi cho đổ bộ hàng tiếp liệu và lính biệt kích Thủy quân Lục chiến lên bãi biển Guadalcanal vào ngày 30 tháng 8, Little chứng kiến tàu chị em Colhoun bị máy bay đối phương phá hủy
Ba chiếc tàu vận chuyển cao tốc APD còn lại, Little, Gregory và McKean, tiếp tục hỗ trợ và đã giúp vào việc tiếp tế cho lực lượng Thủy quân Lục chiến. Vào ngày 4 tháng 9, Little và Gregory đưa một phân đội biệt kích Thủy quân Lục chiến đổ bộ lên đảo Savo do một tin đồn không thể xác nhận là lực lượng đối phương đã chiếm đóng nơi đó. Binh lính được đưa quay trở về Lunga Point, Guadalcanal. Đêm hôm đó trời tối một cách đặc biệt, nên chỉ huy Đội vận chuyển Hugh W. Hadley quyết định tuần tra ngoài khơi Lunga Point thay vì đi vào cảng Tulagi vốn không thấy rõ bờ.
Khoảng 01 giờ 00 sáng ngày 5 tháng 9, Little trông thấy những ánh chớp đạn pháo về phía Đông và tin rằng chúng xuất phát từ một tàu ngầm đối phương. Giây lát sau một thủy phi cơ hải quân PBY Catalina bay bên trên eo biển Savo thả một loạt năm quả pháo sáng để tìm kiếm cái mà họ cũng nghĩ là tàu ngầm đối phương; thay vì vậy, các quả pháo sáng lại làm bộc lộ những chiếc ADP. Bất ngờ xuất hiện một lực lượng tàu nổi Nhật Bản đang tiến hành bắn phá sân bay Henderson sau khi thực hiện thành công một chuyến Tốc hành Tokyo vận chuyển binh lính tăng viện và hàng tiếp tế đến Guadalcanal, chính là nguồn gốc của những phát đạn pháo được cho là của tàu ngầm. Khi phát hiện các tàu vận chuyển Đồng Minh, chúng xoay các khẩu pháo nhắm vào các mục tiêu mới, các đèn pha tìm kiếm phá toang màn đêm tối. Mặc dù bị áp đảo về hỏa lực, Little vẫn khai hỏa nhắm vào các tàu khu trục đối phương Yudachi, Hatsuyuki và Murakumo, nhưng rồi phải chịu đựng các loạt đạn pháo bắn trúng trực tiếp khiến nó trở nên hoàn toàn vô vọng và bị nổ tung lúc 01 giờ 15 phút. Gregory cũng chịu đựng cùng một số phận. Để đảm bảo tiêu diệt đối phương, các tàu Nhật di chuyển giữa hai con tàu bị phá hỏng, tiếp tục bắn pháo và dùng súng máy càn quét những người sống sót. Gregory chìm đuôi trước lúc khoảng 01 giờ 40; Little chìm trong tư thế thăng bằng hai giờ sau đó.

## Phần thưởng
Little được tặng thưởng hai Ngôi sao Chiến đấu do thành tích phục vụ trong Chiến tranh Thế giới thứ hai.